# Papier coréen
Pour le film, voir Hanji (film).

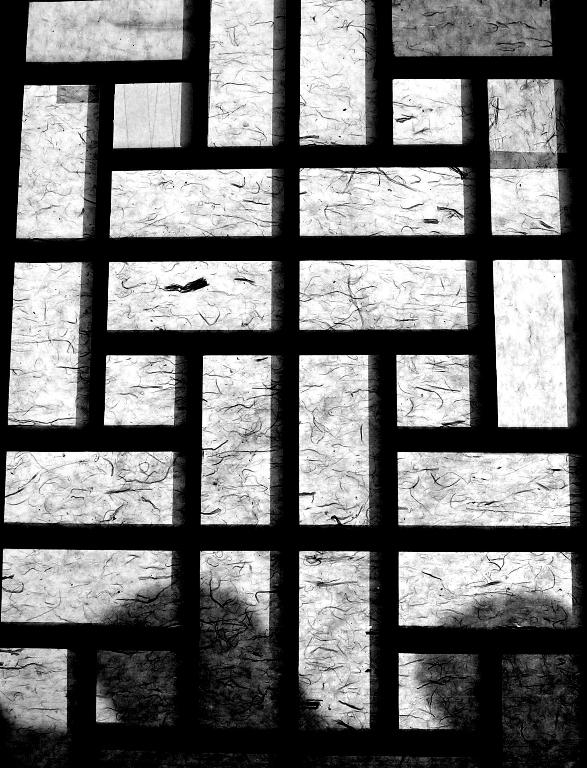
Une fenêtre en papier dans une hanok

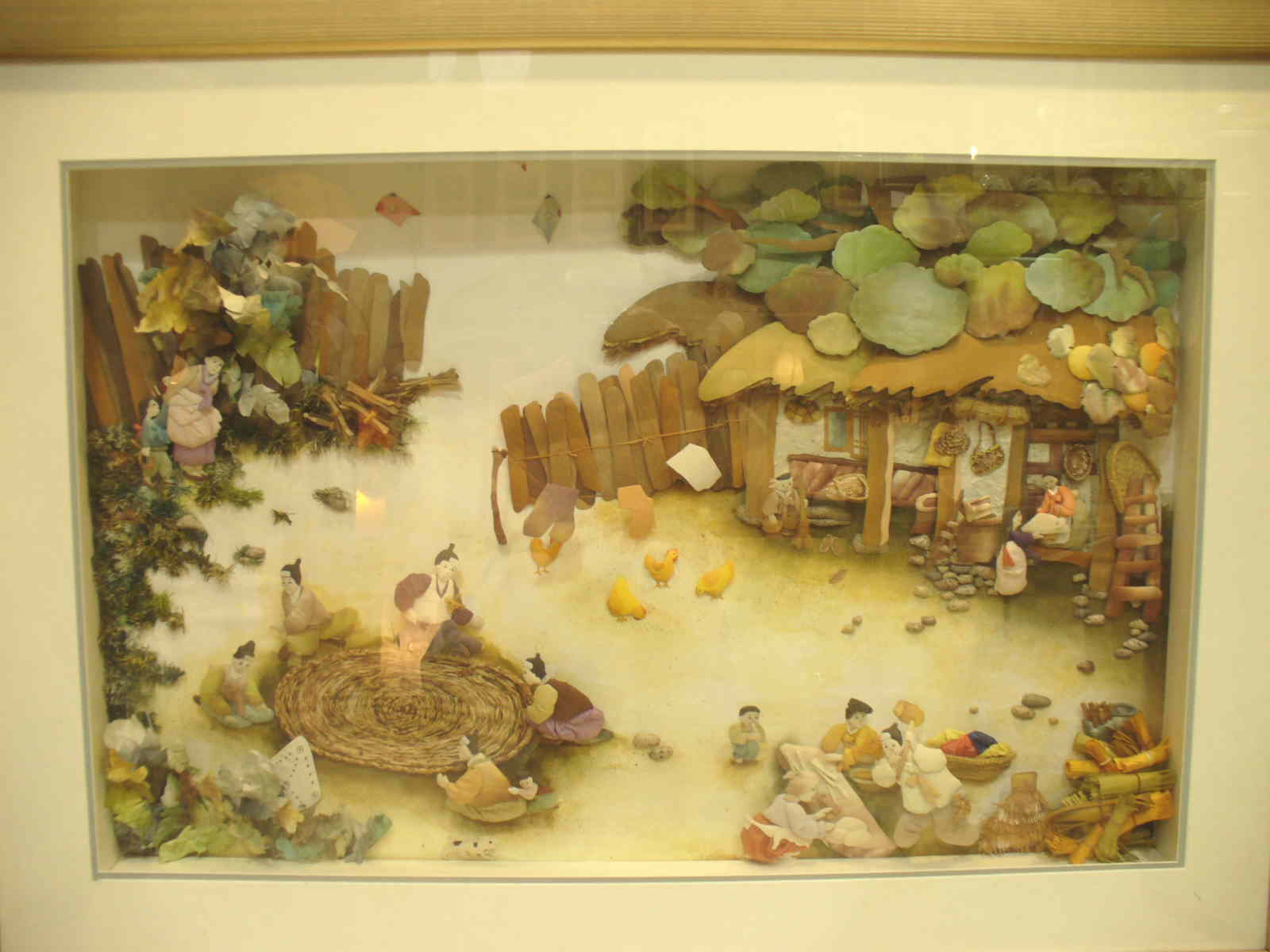
Une œuvre d´art préparée avec du hanji

Le papier coréen hanji (en coréen : 한지, hanja : 韓紙), ou en coréen littéraire joseon jongi (en coréen : 조선종이) est fabriqué à la main à partir d'une pâte de mûrier à papier cultivé en Corée (mucilage visqueux). Il est utilisé pour l'écriture, la peinture, les emballages, les papiers spéciaux et sert également de tissu. Ces nombreuses qualités rendent son utilisation permanente en Corée : longévité, résistance, doux, lisse au toucher, blanc allant jusqu'à être translucide, absorbant, excellent pour la peinture, résistant aux insectes et aux champignons.

## Histoire
La technique du papier a été inventée en Chine au IIe siècle avant notre ère, codifiée en 105 par Cai Lun. Ce papier était principalement fait de déchets textiles (toiles de chanvre, filets de pêche, cordages, voiles, etc.  Bien après le VIIe siècle commencent à apparaître  des fibres provenant du liber de l'écorce de certaines plantes (Broussonnetia où Murier à papier, Wikstroemia, Sental et Bambou). Exporté en Corée et au Japon au VIIe siècle, avec le bouddhisme, l'écriture, l'imprimerie et l'ensemble de la culture chinoise. La technique a également été amenée en Inde au même moment. 
Dès le XIe siècle, la Corée se met à exporter le papier hanji, fabriqué localement, en Chine puis dans les autres pays de l'Extrême-Orient.

## Procédé de fabrication
La matière première se compose de fibre de mûrier à papier (broussonetia papyrifera), qui n'est pas du genre mûrier (morus), bien qu'ils soient tous les deux dans la famille des moraceaes, - appelé dak - : les branches de mûriers à papier sont récoltées, épluchées, cuites, lavées, blanchies à la lumière. Ces branches ont été cultivées dans l'année et récoltées l'hiver. La cuisson se fait à la vapeur, on enlève l'écorce noire des branches pour ne garder que l'intérieur de celles-ci. On effectue une seconde cuisson avec des cendres de végétaux. À ce stade, il ne reste que 8 % de la quantité initiale avant un lavage à l'eau courante de manière à blanchir les fibres.
Dans un deuxième temps, il convient de préparer la pâte à papier par le mucilage des végétaux et l'ajout de racines d'hibiscus. À l'aide de maillets de bois, le papetier effectue un battage doux sur pierre ou sur bois.
Les feuilles sont réalisées à l'aide de panneaux qui font des tissages de fibres ; la pâte est posée deux fois sur le panneau pour que les structures soient équilibrées à gauche et à droite. S'ensuivent : les actions de pressage avec des maillets, d'essorage, de séchage sur les panneaux.
À la finition s'effectuent les actions de lissage avec des maillets, de dotchim, de battage manuel qui augmente la densité du papier afin que le papier offre une surface régulière et la moins poreuse possible.
Les panneaux appelés en occident formes sont constitués d'un châssis en bambou et de fibres en crin de cheval.

## Composition
L'analyse biochimique du papier montre une grande teneur en pectine. Le mûrier à papier est différent du genre mûrier (morus), cultivés à travers le monde, selon les espèces, pour ses fruits, pour la soie ou d'autres propriétés. Les cendres végétales comportent du sulfate de potassium (K2CO3)[réf. nécessaire]. Des tests de vieillissement sur des échantillons modernes effectués dans le laboratoire de la bibliothèque du Congrès donnent des résultats satisfaisants avec une forte stabilité du « pH » sur le long terme[réf. nécessaire].